# Dicranopselaphus sabahensis
Dicranopselaphus sabahensis là một loài bọ cánh cứng trong họ Psephenidae. Loài này được Lee & Yang miêu tả khoa học đầu tiên năm 1996.